# Ривадолмо (Падова)
Ривадолмо је насеље у Италији у округу Падова, региону Венето.
Према процени из 2011. у насељу је живело 590 становника. Насеље се налази на надморској висини од 23 м.